# 化粧下地
化粧下地（けしょうしたじ）は、化粧をする前に使う化粧品。
ファンデーションの前に使用する。
クリーム、液状、乳状、ジェル状など様々な形態が存在する。
ファンデーションや白粉、その他アイシャドー、頬紅などの付き、伸び、そして保ちをよくする目的の他、メークアップ化粧品が肌に直接接触しないようにしたり、日焼け止め効果を持たせたりする目的を持たせたものもある。
また、肌色を整え、毛穴、くま、しわ、しみ、そばかすなどを隠すもの、あるいは後に使用するファンデーションで隠しやすくする目的を持たせた物もある。
アイシャドーの使用前に瞼に塗布するものや、口紅の使用前に唇に塗布するものなど、部分使用に特化した化粧下地もある。
クレンジングで化粧を落とした状態で、洗顔料で顔を洗い、化粧水、美容液で肌を整え、乳液、クリームで肌を締めるサンスクリーン剤で日焼けを防ぐこと。